# Frizzell Hotsprings
Frizzell Hotsprings är en källa i Kanada.   Den ligger i provinsen British Columbia, i den sydvästra delen av landet, 3 900 km väster om huvudstaden Ottawa. Frizzell Hotsprings ligger 418 meter över havet.
Terrängen runt Frizzell Hotsprings är bergig åt nordost, men åt sydväst är den kuperad. Trakten runt Frizzell Hotsprings är nära nog obefolkad, med mindre än två invånare per kvadratkilometer.. 
I omgivningarna runt Frizzell Hotsprings växer i huvudsak barrskog.